# Сёдерлинг, Робин
Робин Бу Карл Сёдерлинг (швед. Robin Bo Carl Söderling; род. 14 августа 1984, Тибру, Скараборг) — шведский теннисист. Спортивные прозвища — Сёдеркинг (от англ. king — король), Сода.

## Спортивная карьера

### Достижения
- Двукратный финалист Открытого чемпионата Франции в одиночном разряде (2009 и 2010)
- Полуфиналист финала мирового тура АТП 2009 года
- Победитель 10 турниров АТП в одиночном разряде и 1 турнира в парном разряде
- Финалист 10 турниров АТП в одиночном разряде (включая 2 финала турниров Большого шлема)
- Победитель командного чемпионата мира в Дюссельдорфе в 2008 году в составе сборной Швеции

Свои лучшие результаты Сёдерлинг показывает в закрытом помещении — 7 из 10 своих побед на турнирах АТП в одиночном разряде Робин одержал именно в зале.
Первый из теннисистов, побеждавший Рафаэля Надаля на открытом чемпионате Франции.

### Начало карьеры (2001—2004)
Стал заниматься теннисом в пятилетнем возрасте. Профессиональную карьеру начал в 2001 году. В тот сезон Робин успел выиграть турнир из серии ITF Futures и дебютировать на соревнованиях ATP-тура. В первом же своём матче на таком уровне на турнире в Стокгольме ему удалось обыграть парагвайца Рамона Дельгадо 6-3, 6-3. В 2002 году дебютирует на турнире из серии Большого шлема Открытом чемпионате США, где обыграв немца Ларса Бургсмюллера 7-6(7), 6-0, 6-4 дошёл до второго раунда. В 2003 году, дебютируя на Уимблдонском турнире, Сёдерлинг сразу же выделился, обыграв в первом круге финалиста Roland Garros того года Мартина Веркерка, которому с его мощной подачей прогнозировали удачное выступление и на Уимблдоне — 6-3, 6-4, 6-7(5), 6-1. Швед проходит в третий раунд. В июле выигрывает турнир из серии ATP Challenger в Тампере, а в сентябре такой же по значимости турнир в Стамбуле. Эти выступления позволяют ему войти в первую сотню. На турнире ATP в Шанхае Сёдерлинг сумел дойти до полуфинала, а в октябре впервые вышел в финал на турнире в Стокгольме. В решающем поединке он проиграл американцу Марди Фишу 5-7, 6-3, 6-7(4).
Сезон 2004 года Робин начинает в ранге 60-го в мире. В январе 19-летний Сёдерлинг в первом же круге Открытого чемпионата Австралии неожиданно в пяти сетах обыграл прошлогоднего финалиста немца Райнера Шуттлера — 4-6, 4-6, 7-5, 6-3, 6-4. Пусть в следующей же игре Робин проиграл, красивая победа Содерлинга над Райнером Шуттлером произвела впечатление не только на зрителей и экспертов, но и на капитана сборной Швеции Матса Виландера, который взял Сёдерлинга в состав сборной своей страны на матч первого круга Кубка Дэвиса против действующих чемпионов австралийцев (хотя там Робин проиграл Ллейтону Хьюитту, шведы сенсационно победили австралийцев).
В феврале Робин во второй раз вышел в финал на турнире ATP. В решающем матче в Марселе он уступил Доминику Хрбаты 6-4, 4-6, 4-6. В июне сумел выйти в полуфинал на травяном турнире в Ноттингеме. В июле добивается того же достижения на грунтовом турнире в Бостаде. В августе принял участие Летних Олимпийских играх в Афинах, где как в одиночном, так и в парном разряде выбывает из борьбы уже на стадии первого круга. В октябре 2004 году Сёдерлингу покоряется первый турнир. В финале теннисного турнира в Лионе ему удаётся переиграть Ксавье Малисса 6-2, 3-6, 6-4. В конце году на турнире серии Мастерс в Париже сумел дойти до четвертьфинала, что позволило завершить сезон на 34-м месте в рейтинге.

### 2005—2008
В феврале 2005 года Робин выигрывает свой второй турнир в рамках ATP-тура в Милане. В финале он переиграл чеха Радека Штепанека 6-3, 6-7(2), 7-6(5). Кроме этой большую часть сезона Сёдерлинг провёл неудачно, не преодолевая первые раунды почти на всех турнирах. Лишь в октябре ему удалось выйти в четвертьфинал турнира в Меце. Пропустив концовку сезона из-за травмы 2006 год он начал в конце января с победы на турнире из более низкой чем ATP серии Challenger в Хайльбронне.
В феврале на турнире в Мемфисе он дошёл до финала. В июне на травяном турнире в Ноттингем до полуфинала, а в августе дошёл до той же стадии в Нью-Хейвене. Еще одного выхода в полуфинал он добивается в октябре на турнире в Стокгольме.
2007 год Робин начинает в качестве 25-го в мировом рейтинге. На первом для себя в году турнире в Дохе он вышел в полуфинал. Этого же он добивается в феврале на турнирах в Марселе и Дубае. На турнире Мастерс в Монте-Карло он доходит до четвертьфинала, обыграв во втором раунде 4-го в мире на тот момент Николая Давыденко. На Уимблдонском турнире 2007 года в 3-м круге уступил будущему финалисту второй ракетке мира Рафаэлю Надалю в упорнейшем 5-сетовом матче со счётом 4-6 4-6 7-67 6-4 5-7. 4-часовой поединок запомнился тем, что Сёдерлинг несколько раз передразнивал манеру Надаля поправлять сзади шорты перед каждым розыгрышем. С августа 2007 года не участвует в турнирах из-за травмы левого запястья.
Восстановился он лишь в феврале 2008 года, когда сыграл первый турнир в Марселе, где сумел дойти до четвертьфинала. После этого ему удается выйти в финал турнира в Роттердаме, где он уступил Микаэлю Льодра 7-6(3), 3-6, 6-7(4).
Еще один неудачный финал он сыграл неделей позже в Мемфисе, уступив на этот раз Стиву Дарси 3-6, 6-7(5). В мае 2008 года в составе шведской сборной побеждает на Командном Кубке мира. В августе принял участие в Летних Олимпийских играх. На олимпийском теннисном турнире в Пекине в одиночном разряде он уступает уже в первом раунде Жилю Симону. Также в первом круге вместе с Йонасам Бьоркманам он проиграл и в парном разряде. В октябре 2008 года он сумел выйти в финал турнира в Стокгольме, а на турнире в Лионе, обыграв Жюльена Беннето 6-3, 6-7(5), 6-1 впервые выигрывает титул ATP за последние три года.

### 2009 год
Сезон Сёдерлинг начинает находясь на 17-м месте в рейтинге. На первом в 2009 году для себя турнире в Брисбене доходит до четвертьфинала. На следующем в Окленде до полуфинала. Выступление на Открытом чемпионате Австралии у него не заладилось и он выбыл уже во втором раунде, проиграв Маркосу Багдатису 6-3, 5-7, 3-6, 3-6. В марте принимает участие и выигрывает на турнире Challenger в Санрайсе. Последующие выступления Сёдерлинга вплоть до Открытого чемпионата Франции не особо радовали болельщиков. Ему не удавалось на турнирах проходит дальше третьего раунда. Тем более неожиданным становится его выступление на Roland Garros.
На Открытом чемпионате Франции 2009 года в матче 4-го круга Робин (23-й номер «посева») сенсационно обыграл первую ракетку мира Рафаэля Надаля со счётом 6-2 62−7 6-4 7-62. Для 4-кратного к тому моменту победителя этого турнира Надаля это стало первым в карьере поражением на грунтовых кортах Roland Garros, до этого с 2005 года он выиграл подряд 31 матч.
В следующем матче на Roland Garros-2009 Сёдерлинг со счётом 6-1 6-3 6-1 разгромил 10-ю ракетку турнира Николая Давыденко и впервые в карьере вышел в полуфинал турнира Большого шлема.
В полуфинале Робин в упорнейшем, длившемся почти 3,5 часа, 5-сетовом матче переиграл чилийца Фернандо Гонсалеса и вышел в финал. Интересно, что до 2009 года Сёдерлинг выиграл на Roland Garros всего 3 матча за карьеру (за 5 участий) и никогда не проходил дальше 3-го круга на турнирах Большого шлема. Сёдерлинг стал первым за 9 лет шведом, вышедшим в финал открытого чемпионата Франции после того, как Магнус Норман (тренер Сёдерлинга на тот момент) проиграл в 4 сетах в финале 2000 года Густаво Куэртену.
В финале Робин в 3 сетах уступил второй ракетке мира Роджеру Федереру 1-6 61−7 4-6. Благодаря этому финалу Робин впервые в карьере поднялся на 12-ю строчку мирового рейтинга и заработал 530 тыс. евро призовых. Сёдерлинг уступил Федереру 10-й раз в 10 матчах. Интересно, что для Сёдерлинга это был первый в карьере финал турнира ATP на грунте.
История выступления на Открытом чемпионате Франции 2009 года
| Стадия | Соперник (посев)       | Рейтинг | Счёт                | Время матча |
| 1 круг | Кевин Ким              | 91      | 7-64 7-64 6-2       | 2 ч 17 мин  |
| 2 круг | Денис Истомин          | 92      | 6-4 7-64 6-4        | 2 ч 1 мин   |
| 3 круг | Давид Феррер (13)      | 14      | 65−7 7-5 6-2 7-65   | 3 ч 36 мин  |
| 4 круг | Рафаэль Надаль (1)     | 1       | 6-2 62−7 6-4 7-62   | 3 ч 30 мин  |
| 1/4    | Николай Давыденко (10) | 11      | 6-1 6-3 6-1         | 1 ч 41 мин  |
| 1/2    | Фернандо Гонсалес (11) | 12      | 6-3 7-5 5-7 4-6 6-4 | 3 ч 28 мин  |
| Финал  | Роджер Федерер (2)     | 2       | 1-6 61−7 4-6        | 1 ч 55 мин  |

Следующий раз после успеха во Франции Сёдерлинг выступает на Уимблдонском турнире, где впервые дошёл до четвёртого круга. Набрав хорошую игровую форму он выиграл в июле турнир в Бостаде. В августе вышел в четвертьфинал в Вашингтоне. На Открытом чемпионате США швед сумел впервые дойти до четвертьфинала, уступив по ходу турнира только первому на тот момент в мире Роджеру Федереру 0-6, 3-6, 7-6(6), 6-7(6).
В концовке сезона, выступив довольно стабильно (полуфиналы в Куала-Лумпуре, Пекине, Стокгольме и четвертьфиналы на Мастерсах в Шанхае и Париже, Сёдерлинг впервые отобрался на Итоговый турнир ATP. Победив в своей группе Рафаэля Надаля и Новака Джоковича он вышел в полуфинал турнира, где проиграл Хуану Мартину дель Потро. Итогом сезона стал финиш в первой десятке на 7-м месте.

### 2010 год
В феврале в Роттердаме Робин выигрывает свой пятый одиночный титул ATP. В финале он выиграл у Михаила Южного после отказа того от продолжения встречи при счете 6-4, 2-0 в пользу Сёдерлинга. В марте хорошо выступил на турнирах Мастерс в Индиан-Уэллсе и Майами, где смог дойти до полуфинала.
Грунтовую часть сезона начал с выхода в финал турнира в Барселоне, где он проиграл Фернандо Вердаско 3-6, 6-4, 3-6.
В 2010 году Сёдерлинг (7-й номер мирового рейтинга на начало турнира) был посеян на Открытом чемпионате Франции под 5-м номером. В первых 2 кругах он не встретил особого сопротивления, обыграв француза Лорана Рекудерка и американца Тэйлора Дента соответственно 6-0 6-2 6-3 и 6-0 6-1 6-1. В третьем круге швед победил в 4 сетах 29-го сеяного испанца Альберта Монтаньеса 6-4 7-5 2-6 6-3. В 4-м круге Робин уверенно переиграл хорвата Марина Чилича, посеянного под 10-м номером — 6-4 6-4 6-2.
В четвертьфинале Сёдерлинг встретился с первой ракеткой мира Роджером Федерером. До этого в 12 личных встречах на уровне ATP Сёдерлинг уступил Федереру все 12 раз, включая финал Roland Garros-2009, 1/8 финала Уимблдона-2009 и четвертьфинал US Open-2009. Робин уступил первый сет 3-6, выиграл второй 6-3, а в концовке третьего сета отыграл сетбол на своей подаче, вскоре после чего при счёте 3-6 6-3 5-5 на подаче Федерера матч был прерван из-за дождя. После паузы Сёдерлинг сумел взять подачу Федерера, а затем и 3-й сет 7-5, после чего развил свой успех в 4-м сете, победив 6-4. Таким образом, Сёдерлинг впервые в карьере обыграл Федерера на уровне ATP, кроме того, он второй год подряд обыграл на Roland Garros действующего победителя турнира, что последний раз удавалось Матсу Виландеру за 25 лет до этого. Сёдерлинг прервал рекордную серию Федерера, который доходил как минимум до полуфинала на 23 турнирах Большого шлема подряд.
В полуфинале Робин переиграл за 3,5 часа чеха Томаша Бердыха (6-3 3-6 5-7 6-3 6-3) и второй год подряд вышел в финал Открытого чемпионата Франции. В финале Сёдерлинг в 3 сетах уступил Рафаэлю Надалю, который в 5 раз в карьере выиграл Roland Garros. Благодаря этому успеху Надаль сместил с первой строчки рейтинга Роджера Федерера, а Сёдерлинг впервые в карьере поднялся на шестую строчку рейтинга.
История выступления на Открытом чемпионате Франции 2010 года
| Стадия | Соперник (посев)       | Рейтинг | Счёт                | Время матча |
| 1 круг | Лоран Рекудерк (WC)    | 171     | 6-0 6-2 6-3         | 1 ч 34 мин  |
| 2 круг | Тейлор Дент            | 102     | 6-0 6-1 6-1         | 1 ч 11 мин  |
| 3 круг | Альберт Монтаньес (29) | 34      | 6-4 7-5 2-6 6-3     | 2 ч 29 мин  |
| 4 круг | Марин Чилич (10)       | 12      | 6-4 6-4 6-2         | 1 ч 41 мин  |
| 1/4    | Роджер Федерер (1)     | 1       | 3-6 6-3 7-5 6-4     | 2 ч 30 мин  |
| 1/2    | Томаш Бердых (15)      | 17      | 6-3 3-6 5-7 6-3 6-3 | 3 ч 27 мин  |
| Финал  | Рафаэль Надаль (2)     | 2       | 4-6 2-6 4-6         | 2 ч 18 мин  |

На Уимблдонском турнире-2010 года он смог дойти до четвертьфинала, проиграв в упорной борьбе лишь Рафаэлю Надалю 6-3, 3-6, 6-7(4), 1-6. В июле вышел в финал на турнире в Бостаде. В конце года Сёдерлинг выиграл первый в своей карьере турнир серии Мастерс. Произошло это после того, как он переиграл в финале турнира в Париже Гаэля Монфиса 6-1, 7-6(1). Это так же позволило ему подняться на самое высокое в его карьере место в мировом рейтинге, а именно, на 4-е место. На Итоговом турнире этого года Робин не смог выйти из группы, выиграв однажды и проиграв два раза, закончив сезон 5-м.
В начале декабря 2010 года Робин расстался со своим тренером Магнусом Норманом с которым он работал с 2008 года.

### 2011 год
Год начался для Сёдерлинга с победы на турнире в Брисбене. На открытом чемпионате Австралии он дошел до четвёртого раунда. В феврале Сёдерлинг выиграл сразу два турнира. Первый в Роттердаме и второй в Марселе. При подготовке к Открытому чемпионату Франции трижды подряд вышел в четвертьфинал (в Эшториле, Мадриде и Риме. На Roland Garros-2011, где он до этого два года подряд выходил в финал, на этот раз не смог преодолеть четвертьфинальную стадию. Здесь ему противостоял прошлогодний оппонент по финалу Рафаэль Надаль. Ему Сёдерлинг уступил 4-6, 1-6, 6-7(3).
Последний турнир сезона провёл в июле 2011 года в Бостаде, где сумел завоевать титул. Но сразу после этого он досрочно закончил свои выступления в сезоне из-за болезни мононуклеоза. Последствия болезни были серьезные и попытки шведа возобновить тренировки никак не получались. Замученный проблемами со здоровьем, Робин в конце 2015 года объявил о завершении карьеры..

## Рейтинг на конец года
| Год  | Одиночный рейтинг | Парный рейтинг |
| 2011 | 13                |                |
| 2010 | 5                 | 1235           |
| 2009 | 8                 | 262            |
| 2008 | 17                | 134            |
| 2007 | 41                | 241            |
| 2006 | 25                | 416            |
| 2005 | 77                | 217            |
| 2004 | 34                | 231            |
| 2003 | 60                | 473            |
| 2002 | 163               | 745            |
| 2001 | 444               | 942            |

По данным официального сайта ATP на последнюю неделю года.

## Выступления на турнирах

### Финалы турниров Большого шлема в одиночном разряде (2)

#### Поражения (2)
| №  | Год  | Турнир                         | Покрытие | Соперник в финале | Счёт           |
| 1. | 2009 | Открытый чемпионат Франции     | Грунт    | Роджер Федерер    | 1-6 6-7(1) 4-6 |
| 2. | 2010 | Открытый чемпионат Франции (2) | Грунт    | Рафаэль Надаль    | 4-6 2-6 4-6    |

### Финалы турнировATPв одиночном разряде (20)

#### Победы (10)
| Легенда (до 2009/с 2009)             |
| Большой шлем (0)                     |
| Кубок Мастерс / Финал ATP-тура (0)   |
| Кубок Большого шлема (0)             |
| ATP Masters 1000 (1)                 |
| ATP International Gold / ATP 500 (1) |
| ATP International / ATP 250 (8+1)    |

| Титулы по покрытиям | Титулы по месту проведения матчей турнира |
| ------------------- | ----------------------------------------- |
| Хард (5)            | Зал (7)                                   |
| Грунт (2+1)         | Зал (7)                                   |
| Трава (0)           | Открытый воздух (3+1)                     |
| Ковёр (3)           | Открытый воздух (3+1)                     |

| №   | Дата            | Турнир                    | Покрытие | Соперник в финале  | Счёт              |
| 1.  | 10 октября 2004 | Лион, Франция             | Ковёр(i) | Ксавье Малисс      | 6-2 3-6 6-4       |
| 2.  | 6 февраля 2005  | Милан, Италия             | Ковёр(i) | Радек Штепанек     | 6-3 6-7(2) 7-6(5) |
| 3.  | 26 октября 2008 | Лион, Франция (2)         | Ковёр(i) | Жюльен Беннето     | 6-3 6-7(5) 6-1    |
| 4.  | 19 июля 2009    | Бостад, Швеция            | Грунт    | Хуан Монако        | 6-3 7-6(4)        |
| 5.  | 14 февраля 2010 | Роттердам, Нидерланды     | Хард(i)  | Михаил Южный       | 6-4 2-0 — отказ   |
| 6.  | 14 ноября 2010  | Париж, Франция            | Хард(i)  | Гаэль Монфис       | 6-1 7-6(1)        |
| 7.  | 9 января 2011   | Брисбен, Австралия        | Хард     | Энди Роддик        | 6-3 7-5           |
| 8.  | 13 февраля 2011 | Роттердам, Нидерланды (2) | Хард(i)  | Жо-Вильфрид Тсонга | 6-3 3-6 6-3       |
| 9.  | 20 февраля 2011 | Марсель, Франция          | Хард(i)  | Марин Чилич        | 68−7 6-3 6-3      |
| 10. | 17 июля 2011    | Бостад, Швеция (2)        | Грунт    | Давид Феррер       | 6-2 6-2           |

#### Поражения (10)
| №   | Дата            | Турнир                         | Покрытие | Соперник в финале | Счёт              |
| 1.  | 26 октября 2003 | Стокгольм, Швеция              | Хард(i)  | Марди Фиш         | 5-7 6-3 6-7(4)    |
| 2.  | 29 февраля 2004 | Марсель, Франция               | Хард(i)  | Доминик Хрбаты    | 6-4 4-6 4-6       |
| 3.  | 26 февраля 2006 | Мемфис, США                    | Хард(i)  | Томми Хаас        | 3-6 2-6           |
| 4.  | 24 февраля 2008 | Роттердам, Нидерланды          | Хард(i)  | Микаэль Льодра    | 7-6(3) 3-6 6-7(4) |
| 5.  | 2 марта 2008    | Мемфис, США (2)                | Хард(i)  | Стив Дарси        | 3-6 6-7(5)        |
| 6.  | 12 октября 2008 | Стокгольм, Швеция (2)          | Хард(i)  | Давид Налбандян   | 2-6 7-5 3-6       |
| 7.  | 7 июня 2009     | Открытый чемпионат Франции     | Грунт    | Роджер Федерер    | 1-6 6-7(1) 4-6    |
| 8.  | 25 апреля 2010  | Барселона, Испания             | Грунт    | Фернандо Вердаско | 3-6 6-4 3-6       |
| 9.  | 6 июня 2010     | Открытый чемпионат Франции (2) | Грунт    | Рафаэль Надаль    | 4-6 2-6 4-6       |
| 10. | 18 июля 2010    | Бостад, Швеция                 | Грунт    | Николас Альмагро  | 5-7 6-3 2-6       |

### Финалы челленджеров и фьючерсов в одиночном разряде (8)

#### Победы (5)
| Условные обозначения |
| Челленджеры (4+1)    |
| Фьючерсы (1)         |

| Титулы по покрытиям | Титулы по месту проведения матчей турнира |
| ------------------- | ----------------------------------------- |
| Хард (3+1)          | Зал (2+1)                                 |
| Грунт (1)           | Зал (2+1)                                 |
| Трава (0)           | Открытый воздух (3)                       |
| Ковёр (1)           | Открытый воздух (3)                       |

| №  | Дата             | Турнир               | Покрытие | Соперник в финале | Счёт       |
| 1. | 23 сентября 2001 | Гётеборг, Швеция     | Хард(i)  | Маркус Сарстранд  | 6-2 6-3    |
| 2. | 27 июля 2003     | Тампере, Финляндия   | Грунт    | Игорь Андреев     | 6-4 6-1    |
| 3. | 7 сентября 2003  | Стамбул, Турция      | Хард     | Мишель Кратохвил  | 7-6(4) 6-2 |
| 4. | 29 января 2006   | Хайльбронн, Германия | Ковёр(i) | Томаш Зиб         | 6-1 6-4    |
| 5. | 22 марта 2009    | Санрайз, США         | Хард     | Томаш Бердых      | 6-1 6-1    |

#### Поражения (3)
| №  | Дата             | Турнир               | Покрытие | Соперник в финале  | Счёт       |
| 1. | 30 сентября 2001 | Гётеборг, Швеция     | Хард(i)  | Калле Флюгт        | 4-6 2-6    |
| 2. | 23 июня 2002     | Вирумяки, Финляндия  | Грунт    | Игорь Андреев      | 4-6 6-7(4) |
| 3. | 16 ноября 2003   | Хельсинки, Финляндия | Хард(i)  | Давиде Сангвинетти | 4-6 6-7(4) |

### Финалы турнировATPв парном разряде (2)

#### Победы (1)
| №  | Дата         | Турнир         | Покрытие | Партнёр        | Соперники в финале              | Счёт    |
| 1. | 13 июля 2008 | Бостад, Швеция | Грунт    | Йонас Бьоркман | Юхан Брунстрём Жан-Жюльен Ройер | 6-2 6-2 |

#### Поражение (1)
| №  | Дата         | Турнир         | Покрытие | Партнёр          | Соперники в финале              | Счёт           |
| 1. | 19 июля 2009 | Бостад, Швеция | Грунт    | Роберт Линдстедт | Ярослав Левинский Филип Полашек | 6-1 3-6 [7-10] |

### Финалы челленджеров и фьючерсов в парном разряде (2)

#### Победы (1)
| №  | Дата           | Турнир               | Покрытие | Партнёр          | Соперники в финале             | Счёт           |
| 1. | 16 ноября 2003 | Хельсинки, Финляндия | Хард(i)  | Роберт Линдстедт | Роко Каранушич Янко Типсаревич | 6-3 6-7(2) 6-1 |

#### Поражения (1)
| №  | Дата             | Турнир           | Покрытие | Партнёр       | Соперники в финале           | Счёт       |
| 1. | 23 сентября 2001 | Гётеборг, Швеция | Хард(i)  | Йонас Фроберг | Юхан Карельд Даниэль Норберг | 6-7(3) 4-6 |

### Финалы командных турниров (1)

#### Победы (1)
| №  | Год  | Турнир               | Команда                                        | Соперник в финале                        | Счёт в финале |
| -- | ---- | -------------------- | ---------------------------------------------- | ---------------------------------------- | ------------- |
| 1. | 2008 | Командный Кубок мира | Швеция Р. Линдстедт, Р. Сёдерлинг, Т. Юханссон | Россия И. Андреев, Д. Турсунов, М. Южный | 2-1           |

## История выступлений на турнирах
| Турнир                       | 2002          | 2003          | 2004          | 2005          | 2006          | 2007          | 2008          | 2009                    | 2010                    | 2011                    | Итог   | В/П за карьеру |
| ---------------------------- | ------------- | ------------- | ------------- | ------------- | ------------- | ------------- | ------------- | ----------------------- | ----------------------- | ----------------------- | ------ | -------------- |
| Турниры Большого Шлема       |               |               |               |               |               |               |               |                         |                         |                         |        |                |
| Открытый чемпионат Австралии | -             | К             | 2P            | 1P            | -             | 1P            | -             | 2Р                      | 1Р                      | 4Р                      | 0 / 6  | 5-6            |
| Открытый чемпионат Франции   | -             | К             | 1P            | 2Р            | 1Р            | 1Р            | 3Р            | Ф                       | Ф                       | 1/4                     | 0 / 8  | 19-8           |
| Уимблдон                     | -             | 3P            | 1P            | 1P            | 1P            | 3P            | 2P            | 4P                      | 1/4                     | 3P                      | 0 / 9  | 14-9           |
| Открытый чемпионат США       | 2P            | 1P            | 2P            | 3P            | 2P            | -             | 1P            | 1/4                     | 1/4                     | -                       | 0 / 8  | 13-8           |
| Итог                         | 0 / 1         | 0 / 2         | 0 / 4         | 0 / 4         | 0 / 3         | 0 / 3         | 0 / 3         | 0 / 4                   | 0 / 4                   | 0 / 3                   | 0 / 31 |                |
| В/П в сезоне                 | 1-1           | 2-2           | 2-4           | 3-4           | 1-3           | 2-3           | 3-3           | 14-4                    | 14-4                    | 9-3                     |        | 51-31          |
| Итоговые турниры             |               |               |               |               |               |               |               |                         |                         |                         |        |                |
| Финал мирового тура ATP      | -             | -             | -             | -             | -             | -             | -             | 1/2                     | Группа                  | -                       | 0 / 2  | 3-4            |
| Олимпийские игры             |               |               |               |               |               |               |               |                         |                         |                         |        |                |
| Олимпиада                    | Не проводился | Не проводился | 1Р            | Не проводился | Не проводился | Не проводился | 1Р            | Не проводился           | Не проводился           | Не проводился           | 0 / 2  | 0-2            |
| Турниры Мастерс              |               |               |               |               |               |               |               |                         |                         |                         |        |                |
| Индиан-Уэллc                 | -             | -             | 2Р            | -             | 3Р            | 3Р            | 2Р            | 2Р                      | 1/2                     | 3Р                      | 0 / 7  | 10-7           |
| Майами                       | -             | -             | 2Р            | -             | -             | -             | 3Р            | 2Р                      | 1/2                     | 3Р                      | 0 / 5  | 8-5            |
| Монте-Карло                  | -             | -             | 1Р            | 1Р            | 3Р            | 1/4           | 2Р            | 1Р                      | -                       | -                       | 0 / 6  | 6-6            |
| Гамбург                      | -             | -             | 1Р            | 2Р            | 3Р            | 2Р            | 3Р            | Не турнир серии Мастерс | Не турнир серии Мастерс | Не турнир серии Мастерс | 0 / 5  | 6-5            |
| Мадрид                       | -             | -             | 2Р            | -             | 3Р            | -             | 2Р            | 2Р                      | 2Р                      | 1/4                     | 0 / 6  | 7-6            |
| Рим                          | -             | -             | 1Р            | 1Р            | -             | 2Р            | 1Р            | 3Р                      | 3Р                      | 1/4                     | 0 / 7  | 6-7            |
| Торонто/Монреаль             | -             | -             | 2Р            | 2Р            | 1Р            | 1Р            | 3Р            | -                       | 3Р                      | -                       | 0 / 6  | 5-6            |
| Цинциннати                   | -             | -             | 3Р            | 2Р            | 3Р            | -             | 3Р            | 1Р                      | 3Р                      | -                       | 0 / 6  | 8-6            |
| Шанхай                       | Не проводился | Не проводился | Не проводился | Не проводился | Не проводился | Не проводился | Не проводился | 1/4                     | 1/4                     | -                       | 0 / 2  | 5-2            |
| Париж                        | -             | -             | 1/4           | -             | 2Р            | -             | 2Р            | 1/4                     | П                       | -                       | 1 / 5  | 11-4           |
| Статистика за карьеру        |               |               |               |               |               |               |               |                         |                         |                         |        |                |
| Проведено финалов            | 0             | 1             | 2             | 1             | 1             | 0             | 4             | 2                       | 5                       | 4                       |        | 20             |
| Выиграно турниров АТП        | 0             | 0             | 1             | 1             | 0             | 0             | 1             | 1                       | 2                       | 4                       |        | 10             |
| В/П: всего                   | 1-5           | 10-6          | 31-28         | 16-18         | 35-23         | 27-16         | 45-21         | 49-21                   | 57-22                   | 38-9                    |        | 310-170        |
| Σ % побед                    | 17 %          | 63 %          | 53 %          | 47 %          | 60 %          | 63 %          | 68 %          | 70 %                    | 72 %                    | 81 %                    |        | 65 %           |